# Cimpa, Hunedoara
Cimpa este o localitate componentă a orașului Petrila din județul Hunedoara, Transilvania, România. Este una dintre cele mai vechi localități fiind atestată documentar încă înainte de anul 1517.